# Helenów (Szydłowiec)
Pour les articles homonymes, voir Helenów.
Helenów [xɛˈlɛnuf] est un village polonais de la gmina de Orońsko, du powiat de Szydłowiec et dans la voïvodie de Mazovie dans le centre-est de la Pologne.